# Lussan (Gard)
Pour les articles homonymes, voir Lussan.
Lussan est une commune française située dans le nord-est du département du Gard, en région Occitanie. Perché sur un piton rocheux dominant la garrigue, le village a été ajouté à la liste des Plus beaux villages de France le 24 septembre 2016. Il a ainsi rejoint les 154 autres communes bénéficiant de ce label, notamment les trois autres communes gardoises que sont Aiguèze (2005), La Roque-sur-Cèze (2007) et Montclus (2012).
Exposée à un climat méditerranéen, la commune de Lussan est une commune rurale qui compte 531 habitants en 2022, après avoir connu un pic de population de 1 321 habitants en 1851.  Ses habitants sont appelés les Lussanais ou les Lussanaise.
Le patrimoine architectural de la commune comprend quatre immeubles protégés au titre des monuments historiques : le menhir de la Pierre Plantée, classé en 1910, le château, inscrit en 1926 puis classé en 1985, le château de Fan, inscrit en 1972, et le temple protestant, inscrit en 2015.

## Géographie

### Localisation
Lussan est située à 27 km à l'est d'Alès, 18 km au nord-ouest d'Uzès et 50 km au nord-ouest d'Avignon.
Le territoire de la commune est limitrophe de ceux de huit communes.
Les communes limitrophes sont  Bouquet, Fons-sur-Lussan, Fontarèches, Goudargues, La Bruguière, Méjannes-le-Clap, Vallérargues et Verfeuil.

### Hydrographie et relief: les Concluses de Lussan

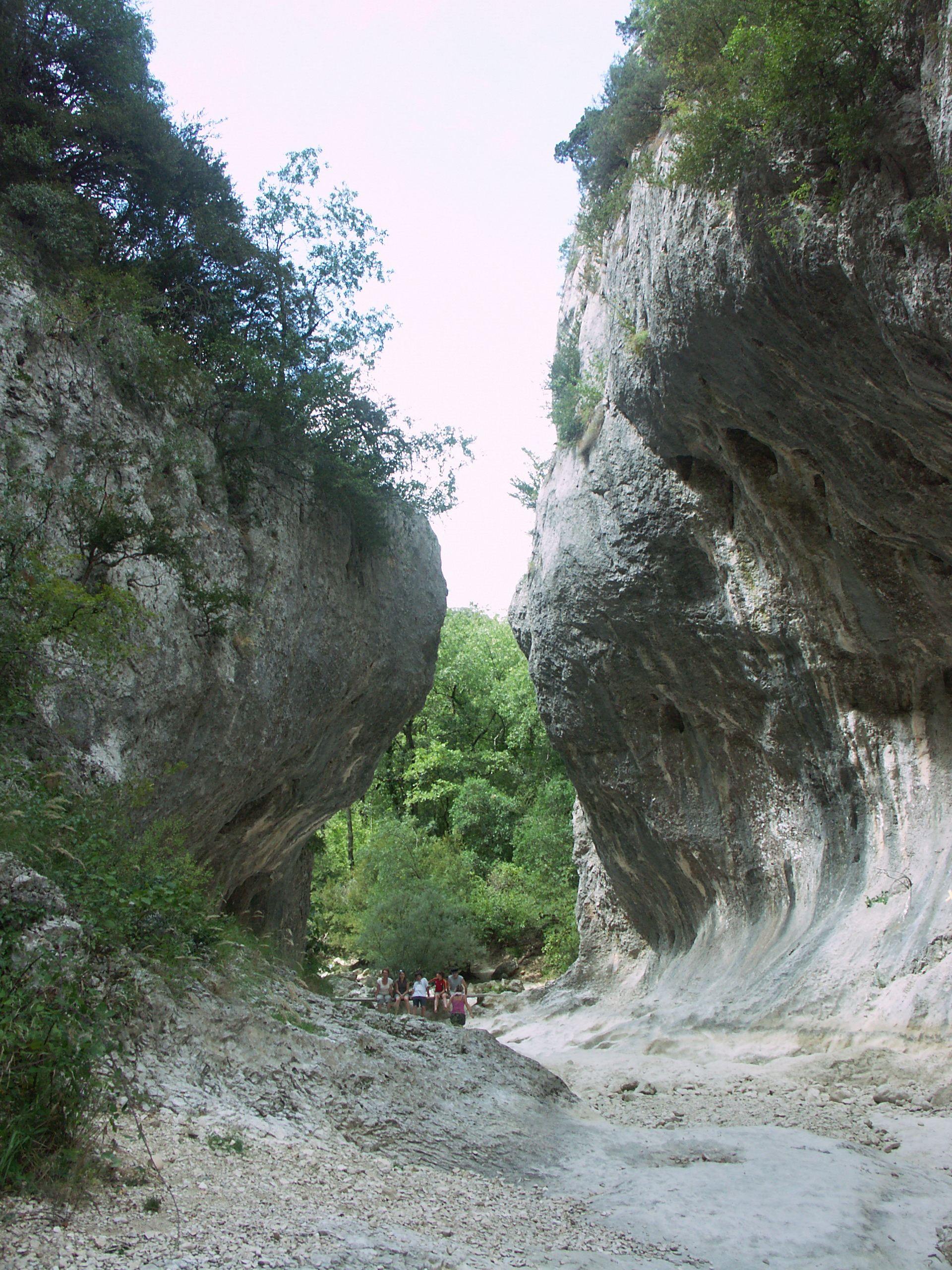
Les Concluses.

Les Concluses de Lussan sont des gorges creusées dans le calcaire par l'Aiguillon, un petit affluent de la Cèze. Il est possible d'y accéder par un sentier balisé. Un belvédère surplombe le lit de la rivière, fréquemment à sec, et permet de voir des vasques et des marmites de géant. Le nom de « Concluses » est issu d'un mot occitan désignant ces bassins naturels.

### Climat
Pour des articles plus généraux, voir Climat de l'Occitanie et Climat du Gard.
En 2010, le climat de la commune est de type climat méditerranéen franc, selon une étude s'appuyant sur une série de données couvrant la période 1971-2000. En 2020, Météo-France publie une typologie des climats de la France métropolitaine dans laquelle la commune est exposée à un climat méditerranéen et est dans la région climatique Provence, Languedoc-Roussillon, caractérisée par une pluviométrie faible en été, un très bon ensoleillement (2 600 h/an), un été chaud (21,5 °C), un air très sec en été, sec en toutes saisons, des vents forts (fréquence de 40 à 50 % de vents > 5 m/s) et peu de brouillards.
Pour la période 1971-2000, la température annuelle moyenne est de 13,4 °C, avec une amplitude thermique annuelle de 17 °C. Le cumul annuel moyen de précipitations est de 922 mm, avec 6,8 jours de précipitations en janvier et 3,3 jours en juillet. Pour la période 1991-2020, la température moyenne annuelle observée sur la station météorologique la plus proche, située sur la commune de Méjannes-le-Clap à 8 km à vol d'oiseau, est de 13,6 °C et le cumul annuel moyen de précipitations est de 1 000,8 mm,. Pour l'avenir, les paramètres climatiques de la commune estimés pour 2050 selon différents scénarios d'émission de gaz à effet de serre sont consultables sur un site dédié publié par Météo-France en novembre 2022.

### Milieux naturels et biodiversité

#### Espaces protégés
La protection réglementaire est le mode d’intervention le plus fort pour préserver des espaces naturels remarquables et leur biodiversité associée,.
Un  espace protégé est présent sur la commune : 
« Les Concluses », objet d'un arrêté de protection de biotope, d'une superficie de 394,5 ha.

#### Réseau Natura 2000

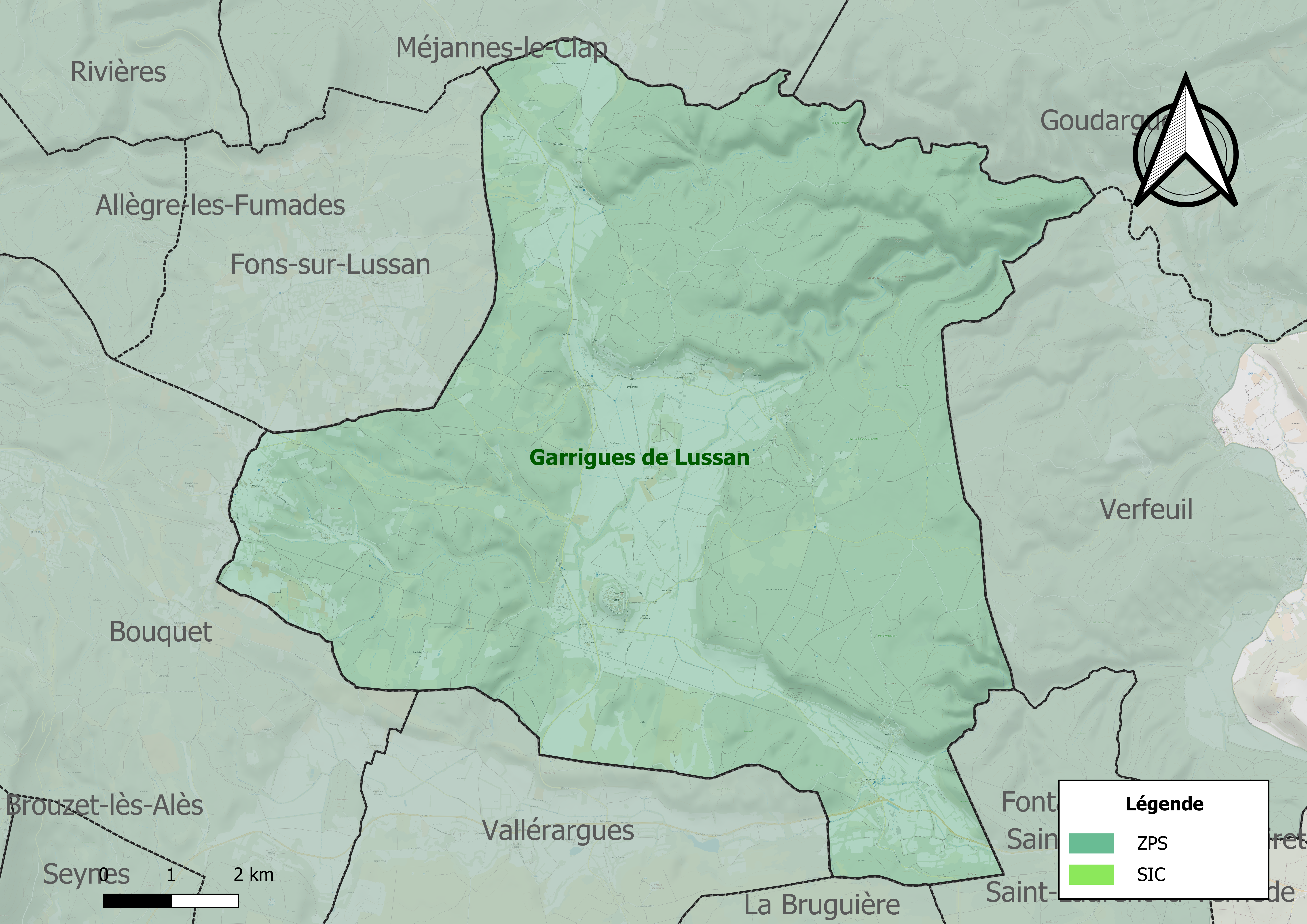
Sites Natura 2000 sur le territoire communal.

Le réseau Natura 2000 est un réseau écologique européen de sites naturels d'intérêt écologique élaboré à partir des directives habitats et oiseaux, constitué de zones spéciales de conservation (ZSC) et de zones de protection spéciale (ZPS).
Un site Natura 2000 a été défini sur la commune au titre  de la directive oiseaux : les « garrigues de Lussan », d'une superficie de 29 150 ha. Ce site abritait en 1999 un site de nidfication d'un couple de vautour percnoptère. Ce site constitue  un lien essentiel dans la petite population méditerranéenne résiduelle du Sud-Est de la France (comprenant une vingtaine de couples seulement), situé entre les noyaux d'Ardèche et Drôme-Isère, au nord, des gorges du Gardon, au sud, du Lubéron et des Alpilles, à l'est, du haut montpelliérais et des Gorges Tarn-Jonte.

#### Zones naturelles d'intérêt écologique, faunistique et floristique
L’inventaire des zones naturelles d'intérêt écologique, faunistique et floristique (ZNIEFF) a pour objectif de réaliser une couverture des zones les plus intéressantes sur le plan écologique, essentiellement dans la perspective d’améliorer la connaissance du patrimoine naturel national et de fournir aux différents décideurs un outil d’aide à la prise en compte de l’environnement dans l’aménagement du territoire.
Deux ZNIEFF de type 1 sont recensées sur la commune :
la « plaine de Camellié » (326 ha), couvrant 3 communes du département, et 
les « ravins des Concluses et de Merdéris » (1 023 ha), couvrant 3 communes du département
et une ZNIEFF de type 2, : 
le « plateau de Lussan et Massifs Boisés » (37 159 ha), couvrant 40 communes du département.

Carte des ZNIEFF de type 1 et 2 à Lussan.
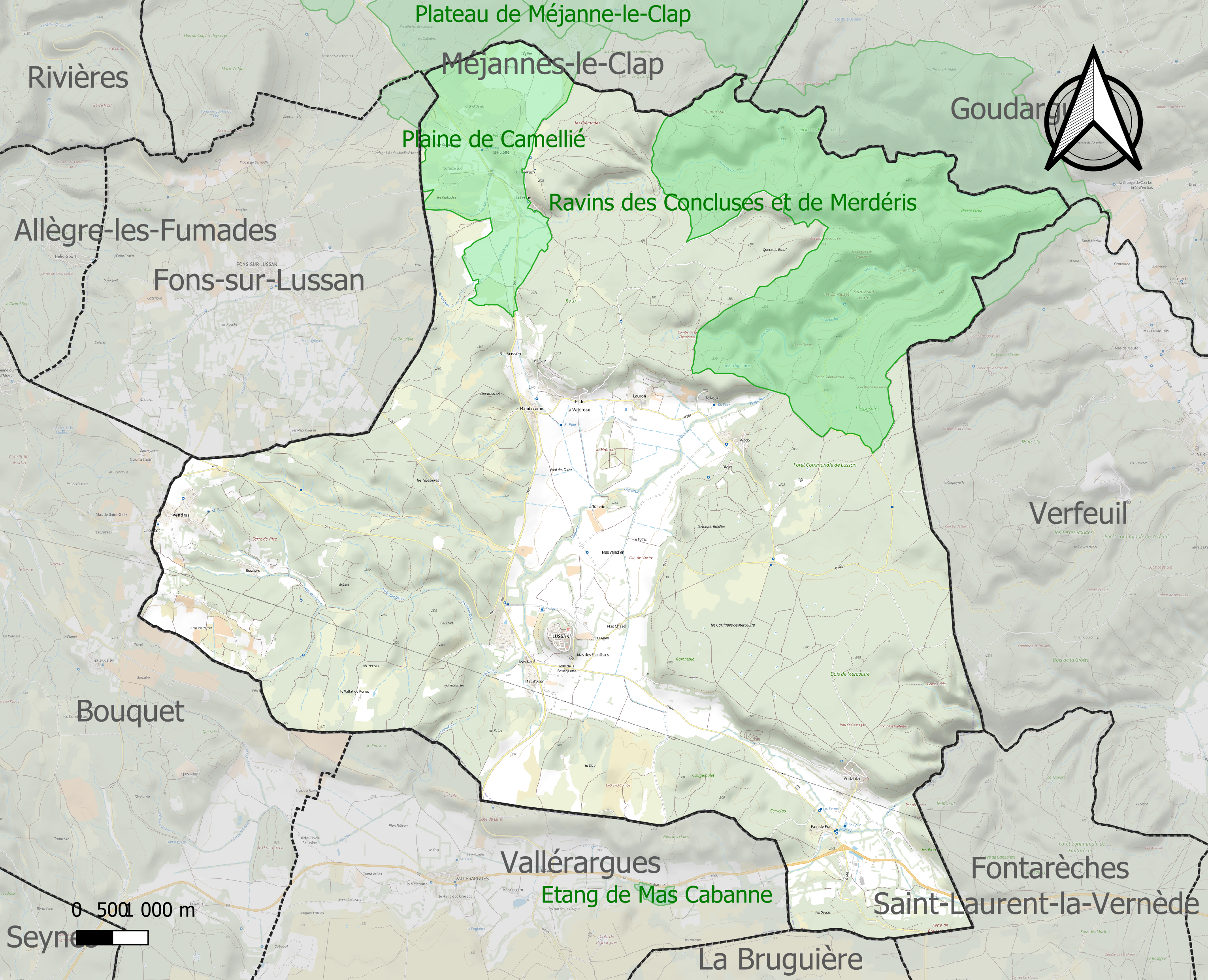
Carte des ZNIEFF de type 1 sur la commune.
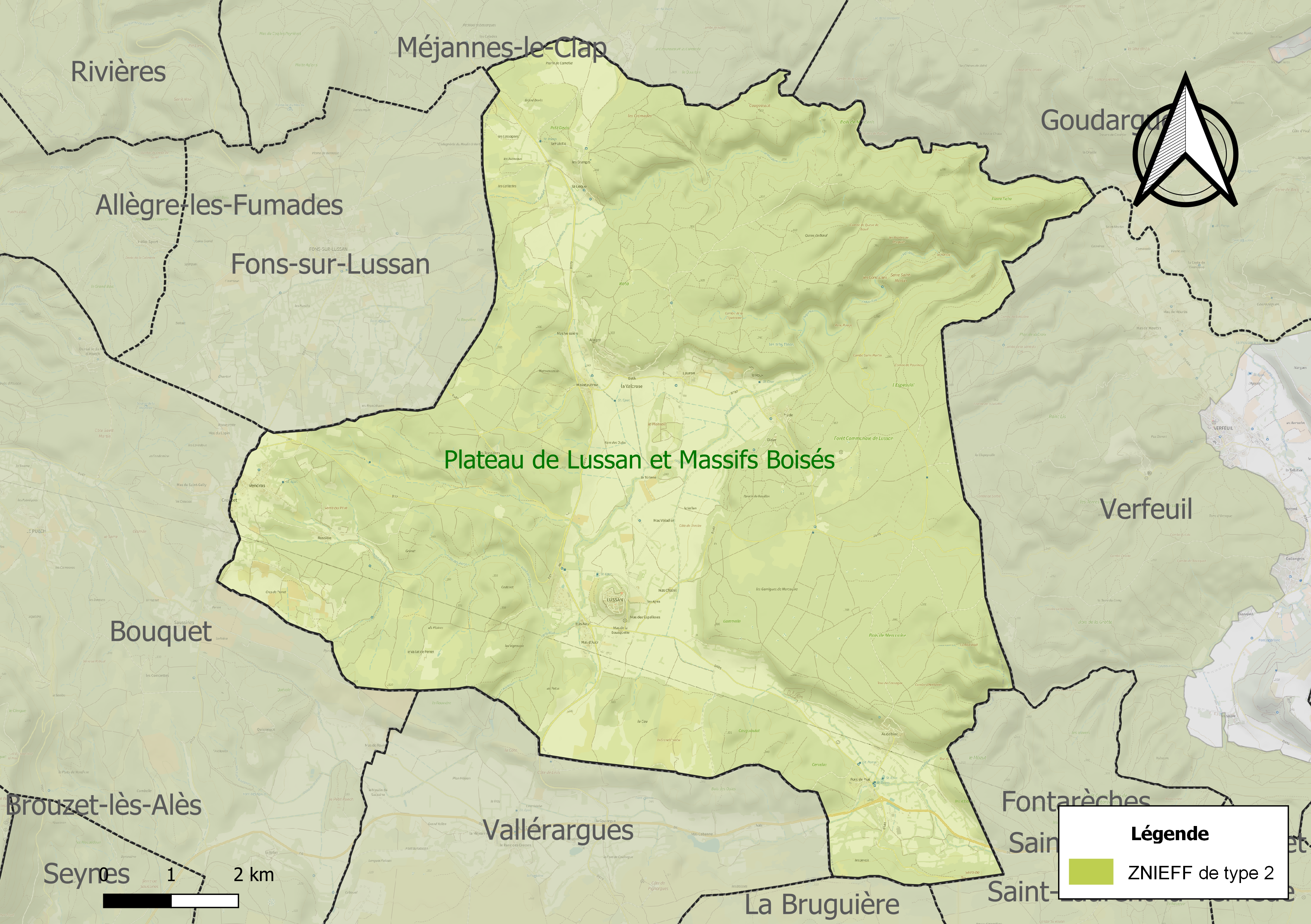
Carte de la ZNIEFF de type 2 sur la commune.

## Urbanisme

### Typologie
Au 1er janvier 2024, Lussan est catégorisée commune rurale à habitat dispersé, selon la nouvelle grille communale de densité à sept niveaux définie par l'Insee en 2022.
Elle est située hors unité urbaine et hors attraction des villes,.

### Occupation des sols
L'occupation des sols de la commune, telle qu'elle ressort de la base de données européenne d’occupation biophysique des sols Corine Land Cover (CLC), est marquée par l'importance des forêts et milieux semi-naturels (79 % en 2018), une proportion sensiblement équivalente à celle de 1990 (79,3 %). La répartition détaillée en 2018 est la suivante : 
forêts (54,3 %), milieux à végétation arbustive et/ou herbacée (24,7 %), zones agricoles hétérogènes (16,1 %), terres arables (4,3 %), cultures permanentes (0,6 %). L'évolution de l’occupation des sols de la commune et de ses infrastructures peut être observée sur les différentes représentations cartographiques du territoire : la carte de Cassini (XVIIIe siècle), la carte d'état-major (1820-1866) et les cartes ou photos aériennes de l'IGN pour la période actuelle (1950 à aujourd'hui).

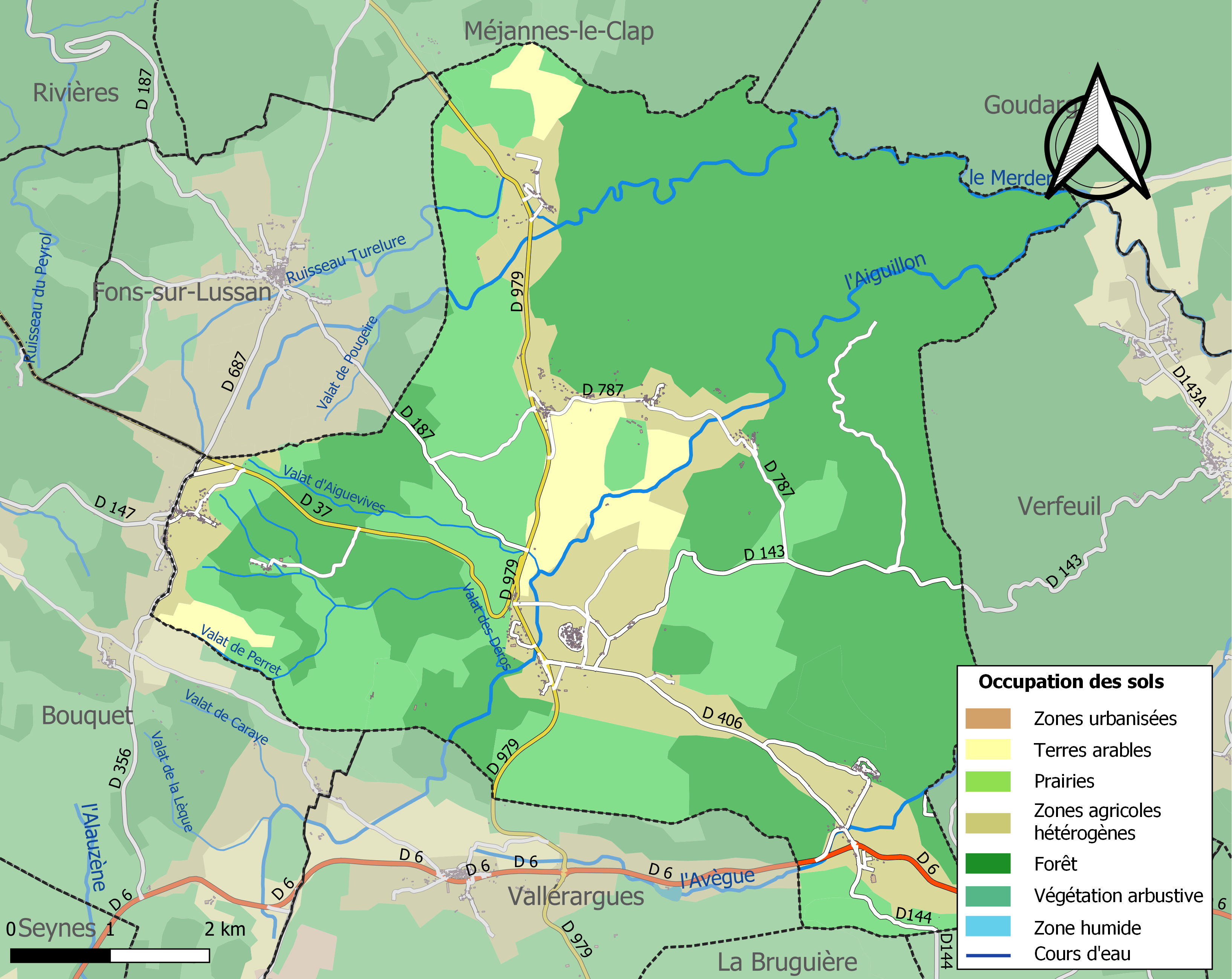
Carte des infrastructures et de l'occupation des sols de la commune en 2018 (CLC).

### Risques majeurs
Le territoire de la commune de Lussan est vulnérable à différents aléas naturels : météorologiques (tempête, orage, neige, grand froid, canicule ou sécheresse), inondations, feux de forêts, mouvements de terrains et séisme (sismicité modérée). Il est également exposé à un risque technologique,  le transport de matières dangereuses. Un site publié par le BRGM permet d'évaluer simplement et rapidement les risques d'un bien localisé soit par son adresse soit par le numéro de sa parcelle.

#### Risques naturels
Certaines parties du territoire communal sont susceptibles d’être affectées par le risque d’inondation par débordement de cours d'eau, notamment l'Aiguillon, le Merderis et l'Avègue. La commune a été reconnue en état de catastrophe naturelle au titre des dommages causés par les inondations et coulées de boue survenues en 1982, 1983, 1988, 1993, 1997, 2002, 2014 et 2018,.

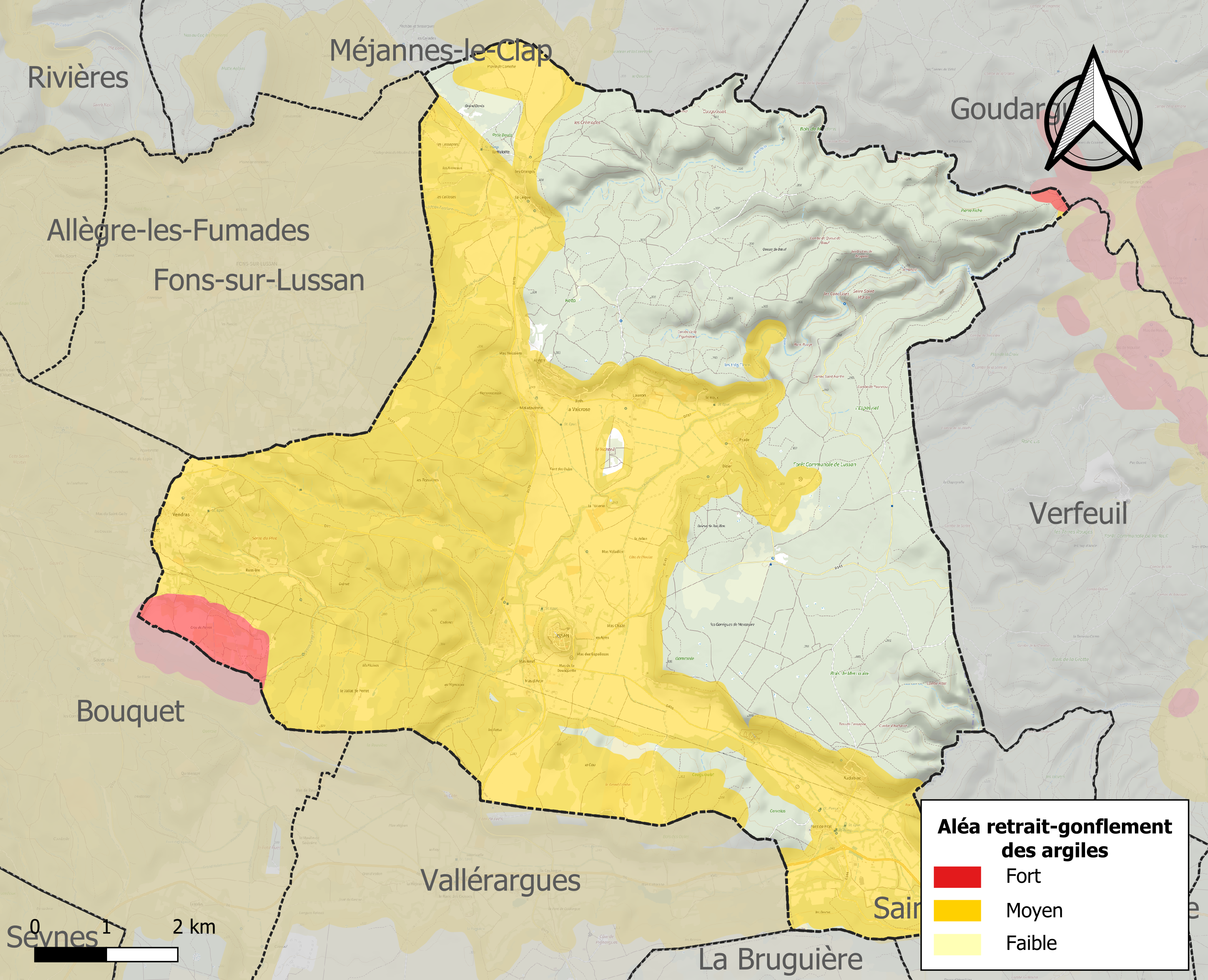
Carte des zones d'aléa retrait-gonflement des sols argileux de Lussan.

La commune est vulnérable au risque de mouvements de terrains constitué principalement du retrait-gonflement des sols argileux. Cet aléa est susceptible d'engendrer des dommages importants aux bâtiments en cas d’alternance de périodes de sécheresse et de pluie. 56,6 % de la superficie communale est en aléa moyen ou fort (67,5 % au niveau départemental et 48,5 % au niveau national). Sur les 454 bâtiments dénombrés sur la commune en 2019, 448 sont en aléa moyen ou fort, soit 99 %, à comparer aux 90 % au niveau départemental et 54 % au niveau national. Une cartographie de l'exposition du territoire national au retrait gonflement des sols argileux est disponible sur le site du BRGM,.
Par ailleurs, afin de mieux appréhender le risque d’affaissement de terrain, l'inventaire national des cavités souterraines permet de localiser celles situées sur la commune.
Concernant les mouvements de terrains, la commune a été reconnue en état de catastrophe naturelle au titre des dommages causés par la sécheresse en 2017 et par des mouvements de terrain en 1983.

#### Risques technologiques
Le risque de transport de matières dangereuses sur la commune est lié à sa traversée par des infrastructures routières ou ferroviaires importantes ou la présence d'une canalisation de transport d'hydrocarbures. Un accident se produisant sur de telles infrastructures est en effet susceptible d’avoir des effets graves au bâti ou aux personnes jusqu’à 350 m, selon la nature du matériau transporté. Des dispositions d’urbanisme peuvent être préconisées en conséquence.

## Toponymie
En occitan Luçan, Le nom de la commune est issu de l'occitan provençal Lussan, du roman Liussan, du bas latin Lussanum, Luzanum. E. Nègre indique plutôt :  de Luzano, 1 204, Lussanum, 1 277 (DT) ; = NP rom. Lucianus (OTL sous Luccaeus).

## Histoire

### Préhistoire
Le menhir de la Lèque, dit « la Pierre Plantée », au nord du village, témoigne de la présence humaine durant la période préhistorique. Avec une hauteur de 5,60 m, il est l'un des plus grands du Languedoc.

### Antiquité
Une statue en bas relief sculptée par un artiste gallo-romain au IIIe siècle fut retrouvée à la source de Fan (du latin fanum : lieux consacré, temple).

### Moyen Âge
Le village est mentionné P. de Luzano en 1204 dans les layettes du Trésor des Chartes, puis en 1210 dans le cartulaire de la seigneurie d'Alais.
Le Moyen Âge est une période d'accroissement de la population et de défrichements. Des hameaux et des mas se développent.
Au XIIe siècle, le premier château, dont il reste des parties de muraille, est construit par les seigneurs de Lussan, alliés à la famille de Barjac, elle-même rattachée au Comté de Toulouse. Dégradé lors de la révolte des Tuchins entre 1381 et 1384, il est réparé puis abandonné au XVe, période durant laquelle Marquèze de Barjac *teste en faveur de son petit-fils Jacques d'Audibert. La famille d'Audibert va devenir l'une des plus puissantes de cette région pendant trois siècles. Ils construisent à la fin du  XVe siècle, sur le plateau, un nouveau château, abritant actuellement la mairie, puis une cinquantaine d'années plus tard un troisième, plus confortable avec un parc, face à la source de Fan.

### Époque moderne
La famille d'Audibert, alliée aux Montmorency, voit au XVIIe, sa seigneurie érigée en comté. Marie Gabrielle de Lussan, fille unique du comte Jean d'Audibert épouse en 1700, Henry de Fitz-James, duc d'Albemarle, fils naturel de Jacques II Stuart, roi d'Angleterre. Celui-ci étant décédé en 1702, elle épousera en 1707 Jean Drummond, duc de Melfort dont la dynastie restera sur Lussan jusqu'à la Révolution de 1789 avant d'émigrer en Angleterre.

## Politique et administration

### Rattachements électoraux
Pour l'élection des députés, elle fait partie de la quatrième circonscription du Gard.

### Liste des maires
| Période                                  | Période  | Identité           | Étiquette | Qualité                                            |
| ---------------------------------------- | -------- | ------------------ | --------- | -------------------------------------------------- |
| 1983                                     | 2008     | Yvan Verdier       | PS        | Conseiller général du canton de Lussan (1994-2015) |
| 2008                                     | 2014     | Michel Guerber     |           |                                                    |
| 2014                                     | En cours | Jean-Marc François | SE        |                                                    |
| Les données manquantes sont à compléter. |          |                    |           |                                                    |

## Population et société

### Démographie
L'évolution du nombre d'habitants est connue à travers les recensements de la population effectués dans la commune depuis 1793. Pour les communes de moins de 10 000 habitants, une enquête de recensement portant sur toute la population est réalisée tous les cinq ans, les populations de référence des années intermédiaires étant quant à elles estimées par interpolation ou extrapolation. Pour la commune, le premier recensement exhaustif entrant dans le cadre du nouveau dispositif a été réalisé en 2007.

En 2022, la commune comptait 531 habitants, en évolution de +8,15 % par rapport à 2016 (Gard : +2,97 %, France hors Mayotte : +2,11 %).
| 1793 | 1800 | 1806  | 1821  | 1831  | 1836  | 1841  | 1846  | 1851  |
| ---- | ---- | ----- | ----- | ----- | ----- | ----- | ----- | ----- |
| 985  | 934  | 1 042 | 1 060 | 1 078 | 1 086 | 1 078 | 1 202 | 1 321 |

| 1856  | 1861  | 1866  | 1872  | 1876  | 1881  | 1886  | 1891 | 1896 |
| ----- | ----- | ----- | ----- | ----- | ----- | ----- | ---- | ---- |
| 1 245 | 1 238 | 1 168 | 1 092 | 1 057 | 1 002 | 1 006 | 885  | 842  |

| 1901 | 1906 | 1911 | 1921 | 1926 | 1931 | 1936 | 1946 | 1954 |
| ---- | ---- | ---- | ---- | ---- | ---- | ---- | ---- | ---- |
| 788  | 795  | 738  | 582  | 589  | 581  | 502  | 421  | 355  |

| 1962 | 1968 | 1975 | 1982 | 1990 | 1999 | 2006 | 2007 | 2012 |
| ---- | ---- | ---- | ---- | ---- | ---- | ---- | ---- | ---- |
| 271  | 268  | 294  | 331  | 357  | 402  | 444  | 450  | 503  |

| 2017 | 2022 | - | - | - | - | - | - | - |
| ---- | ---- | - | - | - | - | - | - | - |
| 486  | 531  | - | - | - | - | - | - | - |

## Économie

### Revenus
En 2018  (données Insee publiées en septembre 2021), la commune compte 225 ménages fiscaux, regroupant 479 personnes. La médiane du revenu disponible par unité de consommation est de 21 050 € (20 020 € dans le département).

### Emploi
|                | 2008   | 2013   | 2018   |
| -------------- | ------ | ------ | ------ |
| Commune        | 9,5 %  | 10,6 % | 14,3 % |
| Département    | 10,6 % | 12 %   | 12 %   |
| France entière | 8,3 %  | 10 %   | 10 %   |

En 2018, la population âgée de 15 à 64 ans s'élève à 281 personnes, parmi lesquelles on compte 81,1 % d'actifs (66,8 % ayant un emploi et 14,3 % de chômeurs) et 18,9 % d'inactifs,. En  2018, le taux de chômage communal (au sens du recensement) des 15-64 ans est supérieur à celui de la France et du département, alors qu'il était inférieur à celui du département en 2008.
La commune est hors attraction des villes,. Elle compte 184 emplois en 2018, contre 148 en 2013 et 125 en 2008. Le nombre d'actifs ayant un emploi résidant dans la commune est de 193, soit un indicateur de concentration d'emploi de 95,4 % et un taux d'activité parmi les 15 ans ou plus de 55,7 %.
Sur ces 193 actifs de 15 ans ou plus ayant un emploi, 80 travaillent dans la commune, soit 42 % des habitants. Pour se rendre au travail, 77,7 % des habitants utilisent un véhicule personnel ou de fonction à quatre roues, 1 % les transports en commun, 8,9 % s'y rendent en deux-roues, à vélo ou à pied et 12,5 % n'ont pas besoin de transport (travail au domicile).

### Activités hors agriculture

#### Secteurs d'activités
68 établissements sont implantés  à Lussan au 31 décembre 2019. Le tableau ci-dessous en détaille le nombre par secteur d'activité et compare les ratios avec ceux du département,.
| Secteur d'activité                                                                                        | Commune | Commune | Département |
| Secteur d'activité                                                                                        | Nombre  | %       | %           |
| --- | ------- | ------- | ----------- |
| Ensemble                                                                                                  | 68      | 100 %   | (100 %)     |
| Industrie manufacturière, industries extractives et autres                                                | 7       | 10,3 %  | (7,9 %)     |
| Construction                                                                                              | 8       | 11,8 %  | (15,5 %)    |
| Commerce de gros et de détail, transports, hébergement et restauration                                    | 24      | 35,3 %  | (30 %)      |
| Information et communication                                                                              | 1       | 1,5 %   | (2,2 %)     |
| Activités financières et d'assurance                                                                      | 1       | 1,5 %   | (3 %)       |
| Activités immobilières                                                                                    | 2       | 2,9 %   | (4,1 %)     |
| Activités spécialisées, scientifiques et techniques et activités de services administratifs et de soutien | 12      | 17,6 %  | (14,9 %)    |
| Administration publique, enseignement, santé humaine et action sociale                                    | 8       | 11,8 %  | (13,5 %)    |
| Autres activités de services                                                                              | 5       | 7,4 %   | (8,8 %)     |

Le secteur du commerce de gros et de détail, des transports, de l'hébergement et de la restauration est prépondérant sur la commune puisqu'il représente 35,3 % du nombre total d'établissements de la commune (24 sur les 68 entreprises implantées  à Lussan), contre 30 % au niveau départemental.

#### Entreprises et commerces
Les deux entreprises ayant leur siège social sur le territoire communal qui génèrent le plus de chiffre d'affaires en 2020 sont : 
- Laboratoire Gravier, fabrication de parfums et de produits pour la toilette (13 251 k€)
- Pragomedia, activités des agences de voyages (32 k€)

### Agriculture
La commune est dans les Garrigues, une petite région agricole occupant le centre du département du Gard. En 2020, l'orientation technico-économique de l'agriculture  sur la commune est la polyculture et/ou le polyélevage. 
|               | 1988 | 2000  | 2010  | 2020  |
| ------------- | ---- | ----- | ----- | ----- |
| Exploitations | 21   | 25    | 32    | 24    |
| SAU (ha)      | 782  | 1 794 | 1 865 | 1 338 |

Le nombre d'exploitations agricoles en activité et ayant leur siège dans la commune est passé de 21 lors du recensement agricole de 1988  à 25 en 2000 puis à 32 en 2010 et enfin à 24 en 2020, soit une augmentation de 1 % en 32 ans. Le même mouvement est observé à l'échelle du département qui a perdu pendant cette période 61 % de ses exploitations,. La surface agricole utilisée sur la commune a quant à elle augmenté, passant de 782 ha en 1988 à 1 338 ha en 2020. Parallèlement la surface agricole utilisée moyenne par exploitation a augmenté, passant de 37 à 56 ha.

## Culture locale et patrimoine
Lussan est un village médiéval languedocien typique entouré de remparts sur un plateau dominant la garrigue. Depuis 2016, le village est classé parmi « Les Plus Beaux Villages de France ».

### Lieux et monuments

#### Monuments historiques
La commune est riche de quatre monuments historiques.
- Le château de Fan du XVIe siècle  Inscrit MH (1972)[42] : situé en bas du village et ayant appartenu à la famille d'André Gide jusqu'en 1920.
- Le château de Lussan du XVe siècle  Classé MH (1985)[43].
- Le menhir de la Lèque (dit de la « Pierre Plantée »)  Classé MH (1910)[44].
- Le temple protestant. L'édifice fait l'objet d'une inscription au titre des monuments historiques en 2015[45].

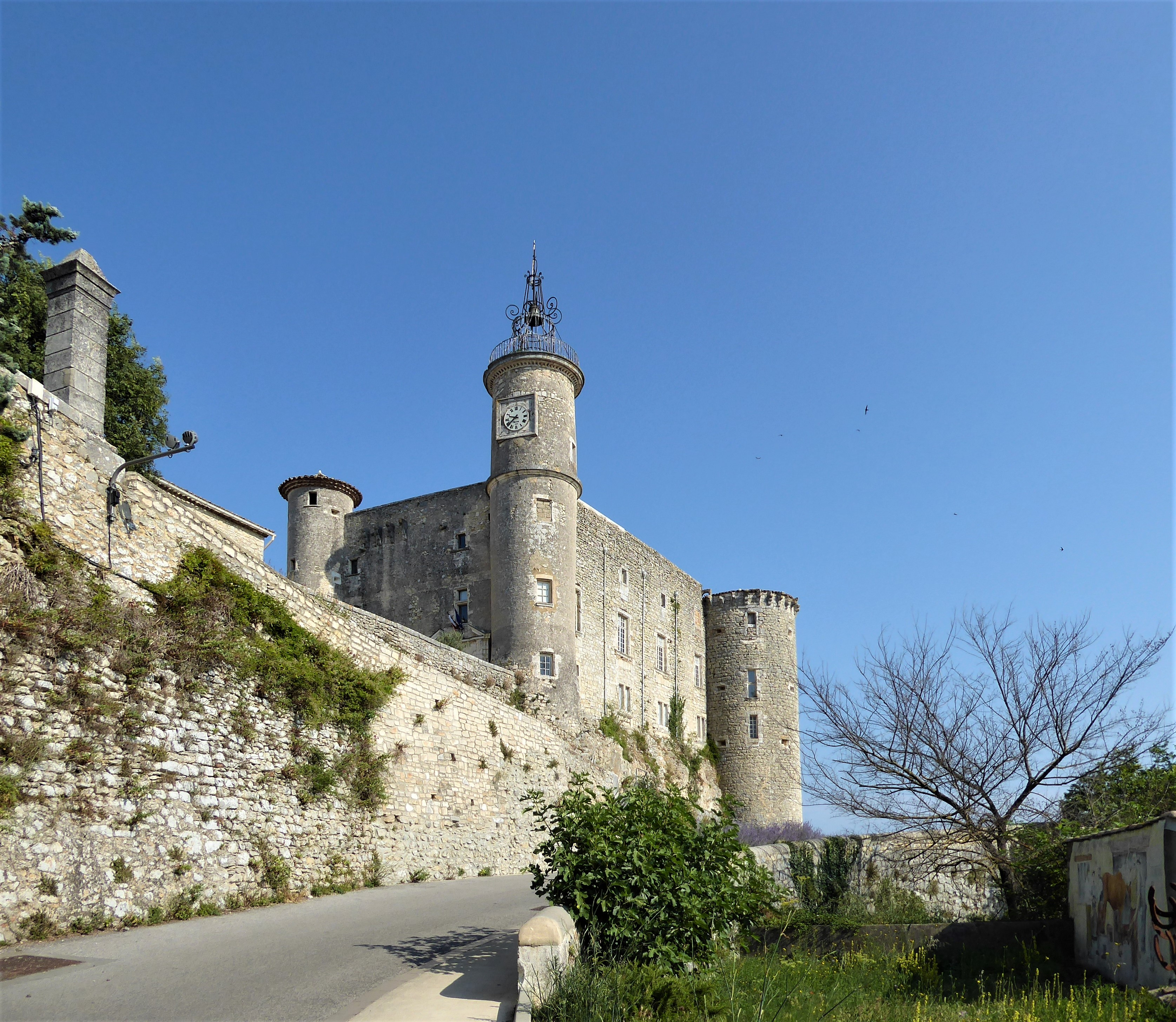
Le château.
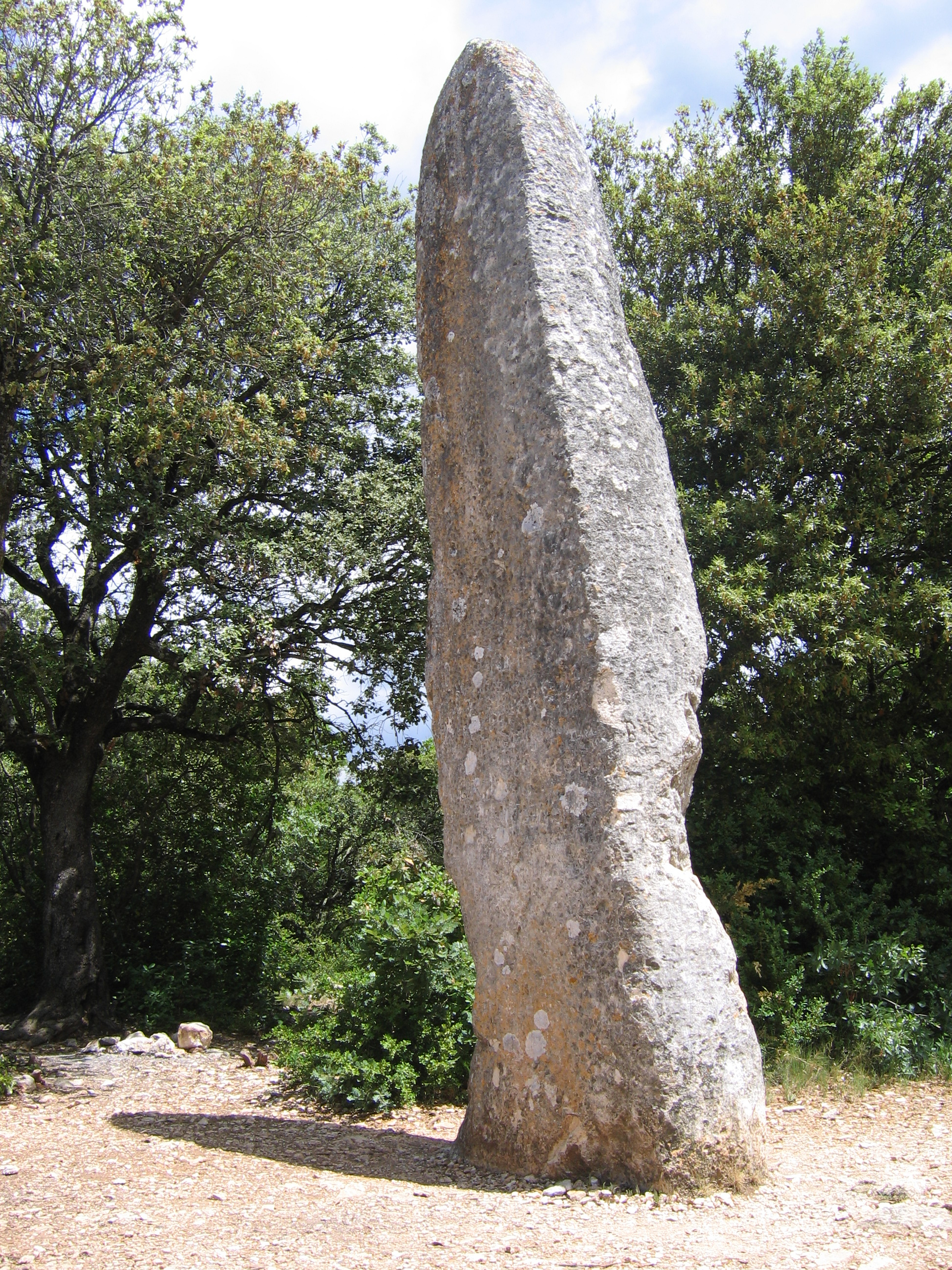
La « Pierre Plantée ».
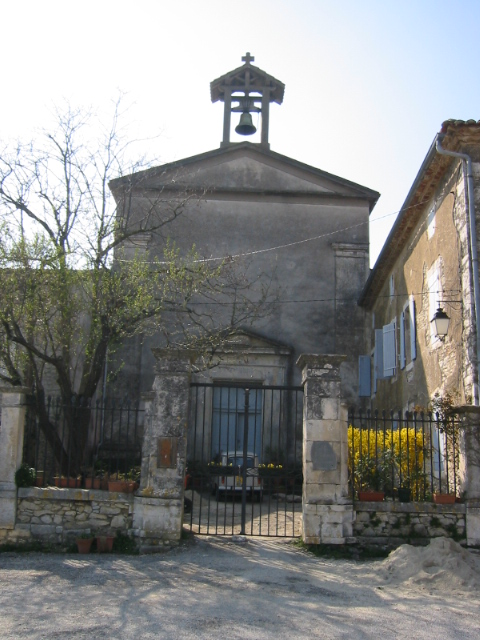
Le temple protestant.

#### Autres lieux et monuments
- Les Concluses.
- L'église Saint-Pierre de Lussan.
- Le monument aux morts, devant l'hôtel de ville.
- Les vestiges de l'ancien château du XIIe siècle au Verger.

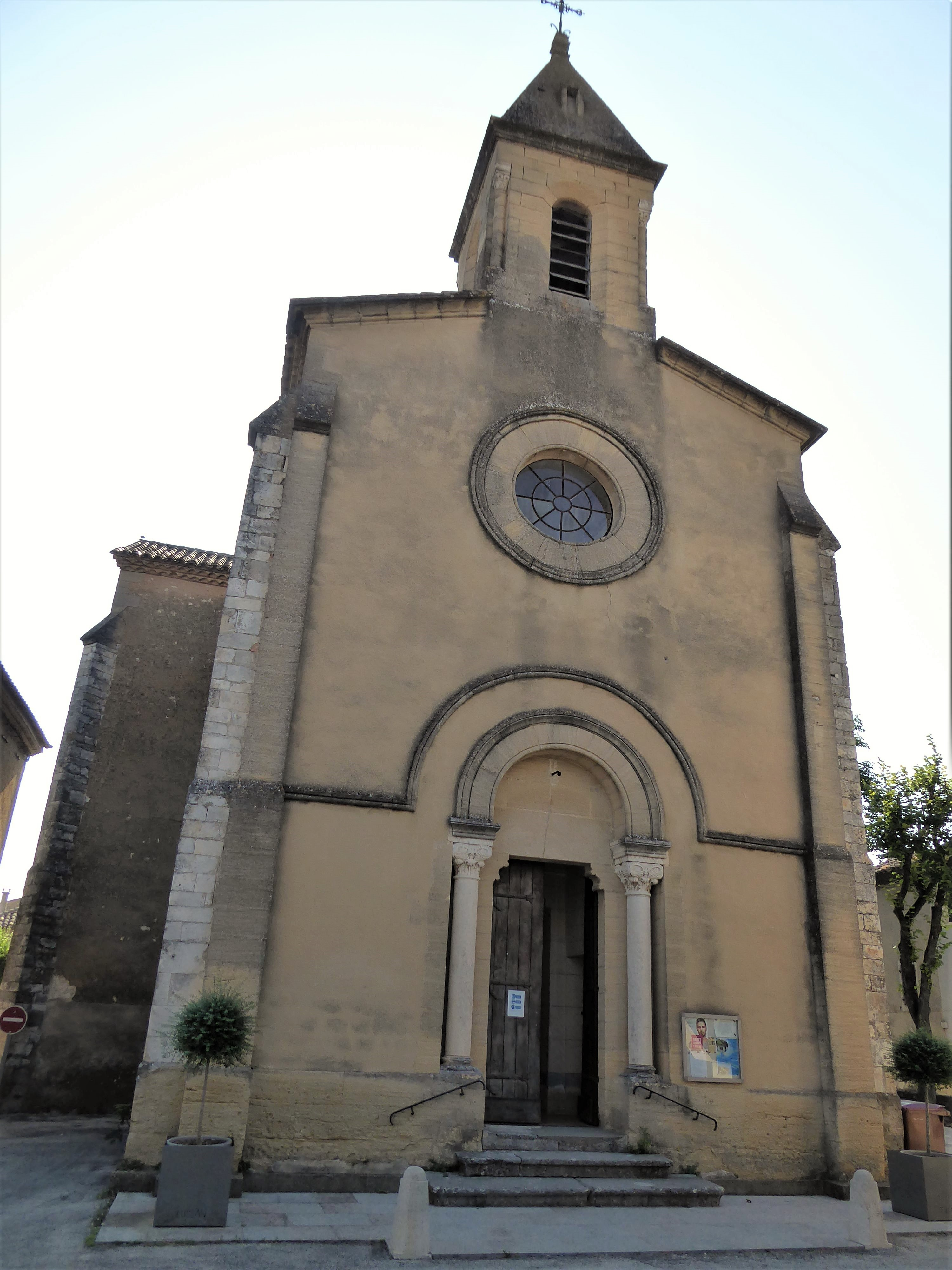
'église.
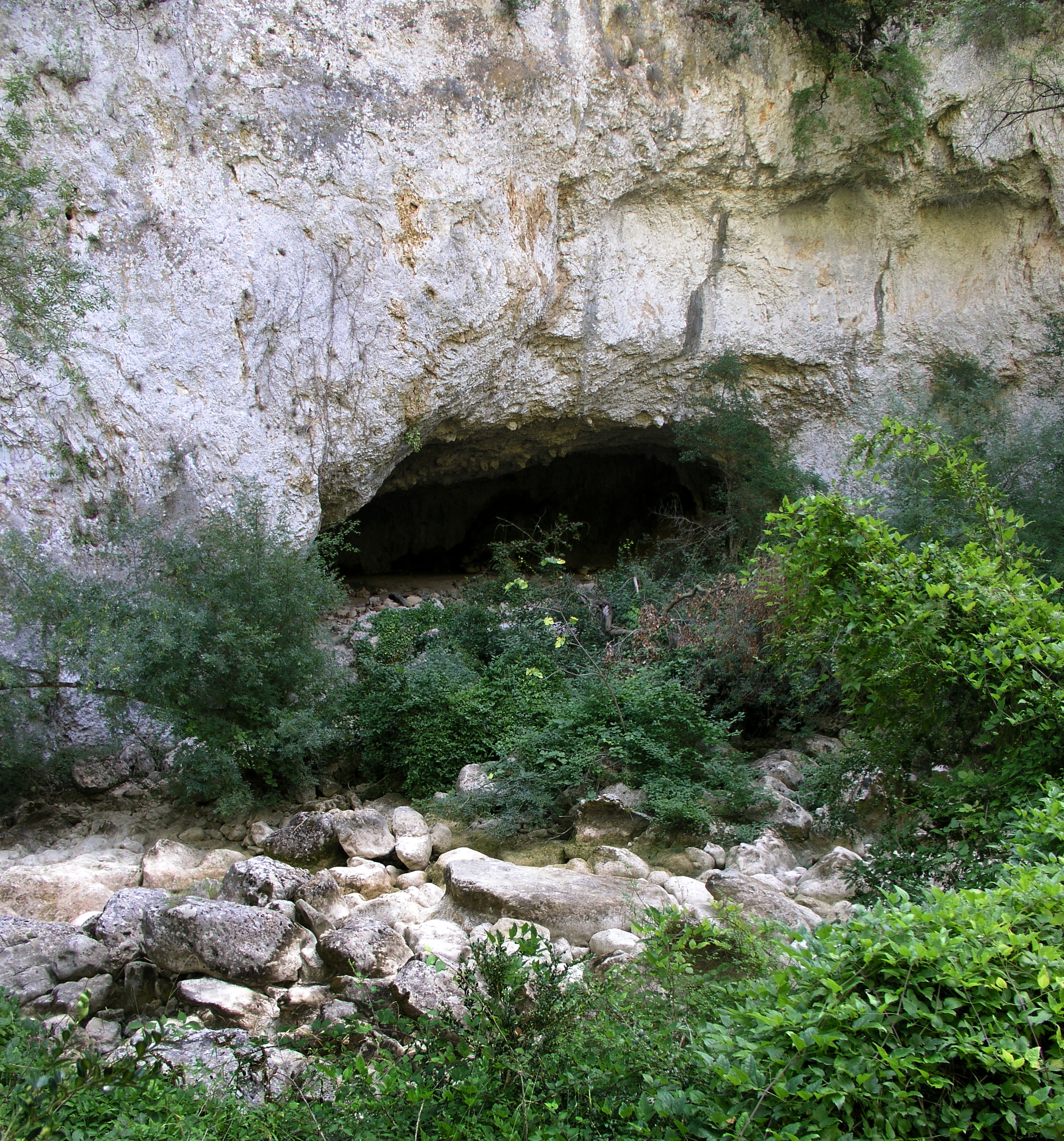
Une baume dans les Concluses.
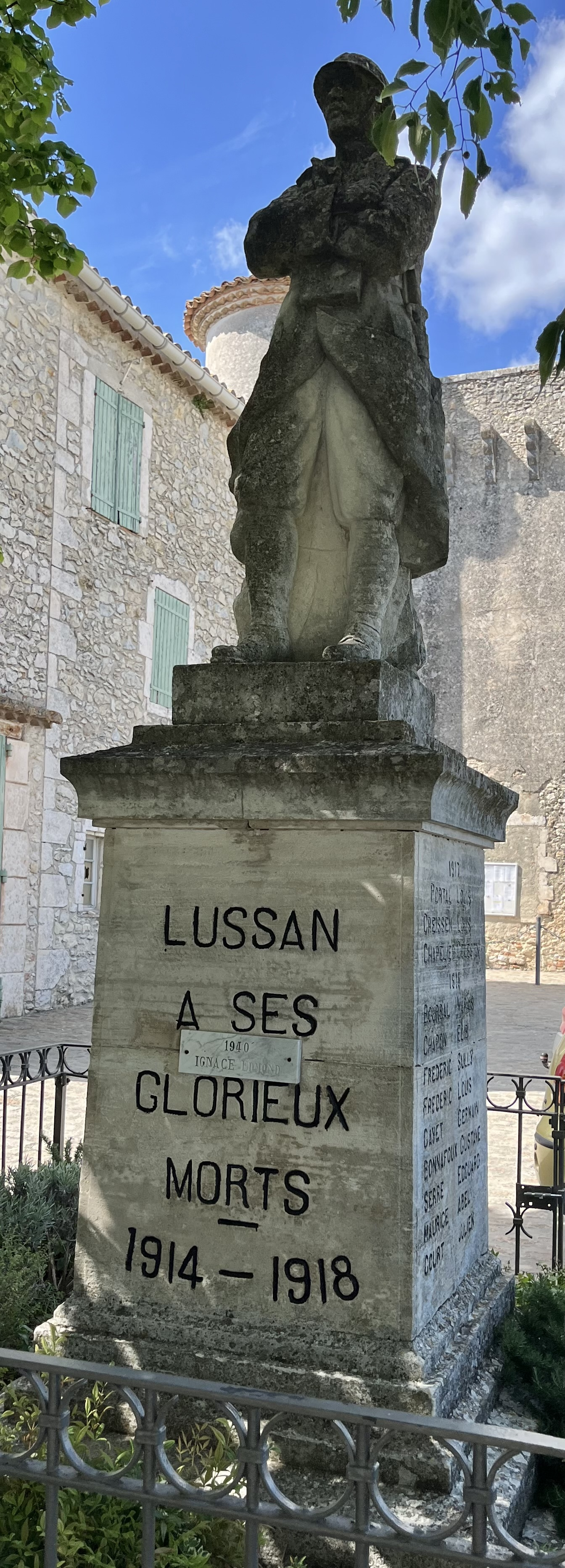
Le monument aux morts.
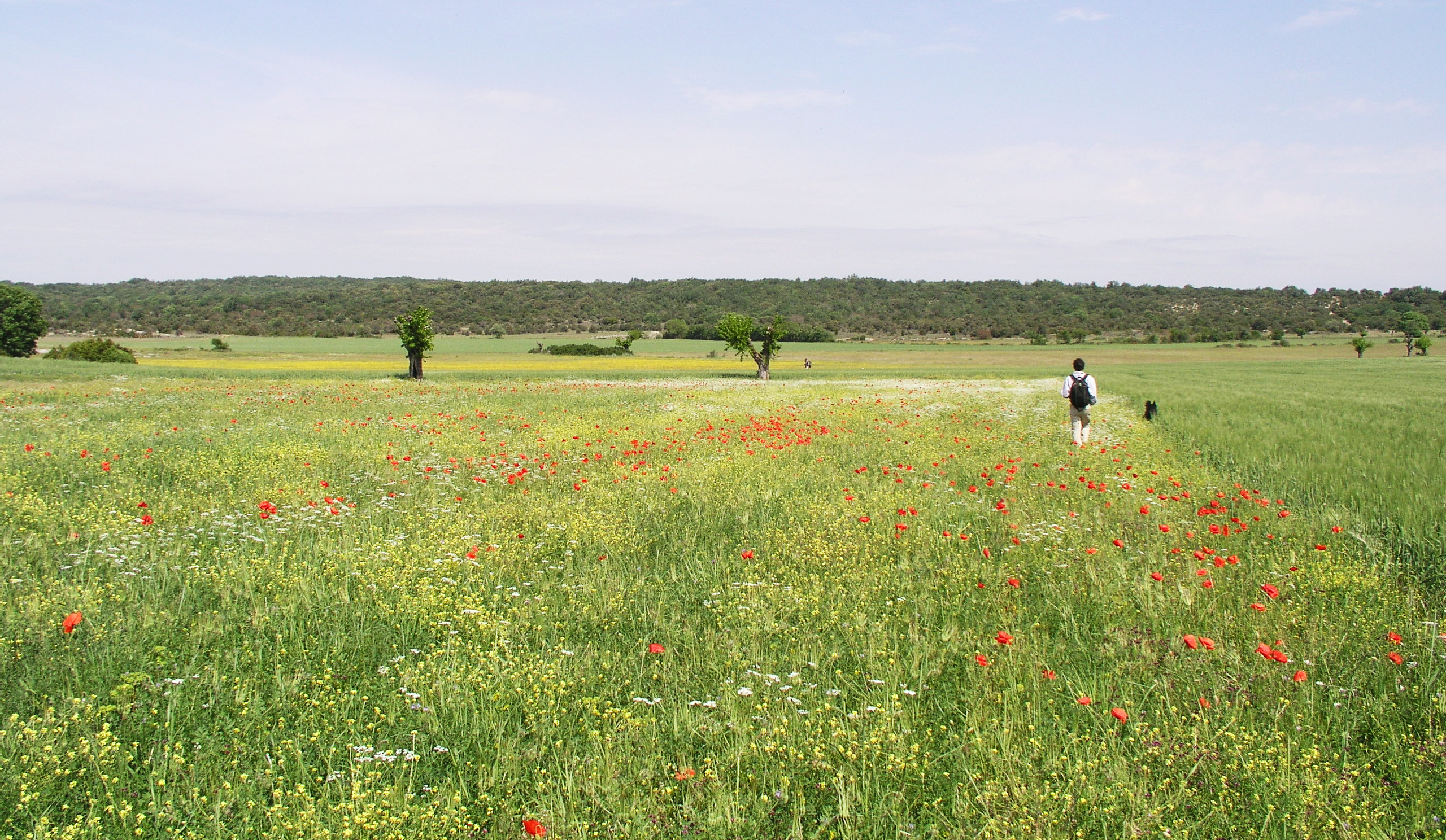
La plaine de Camelié.

### Héraldique
| Blason de Lussan | Blason  | De gueules, à un chef losangé d'argent et de sinople. |
| Blason de Lussan | Détails | Le statut officiel du blason reste à déterminer.      |